# Aiphanes minima
Aiphanes minima es una palma armada de origen americano, específicamente de las Antillas Menores, aunque también de Puerto Rico.

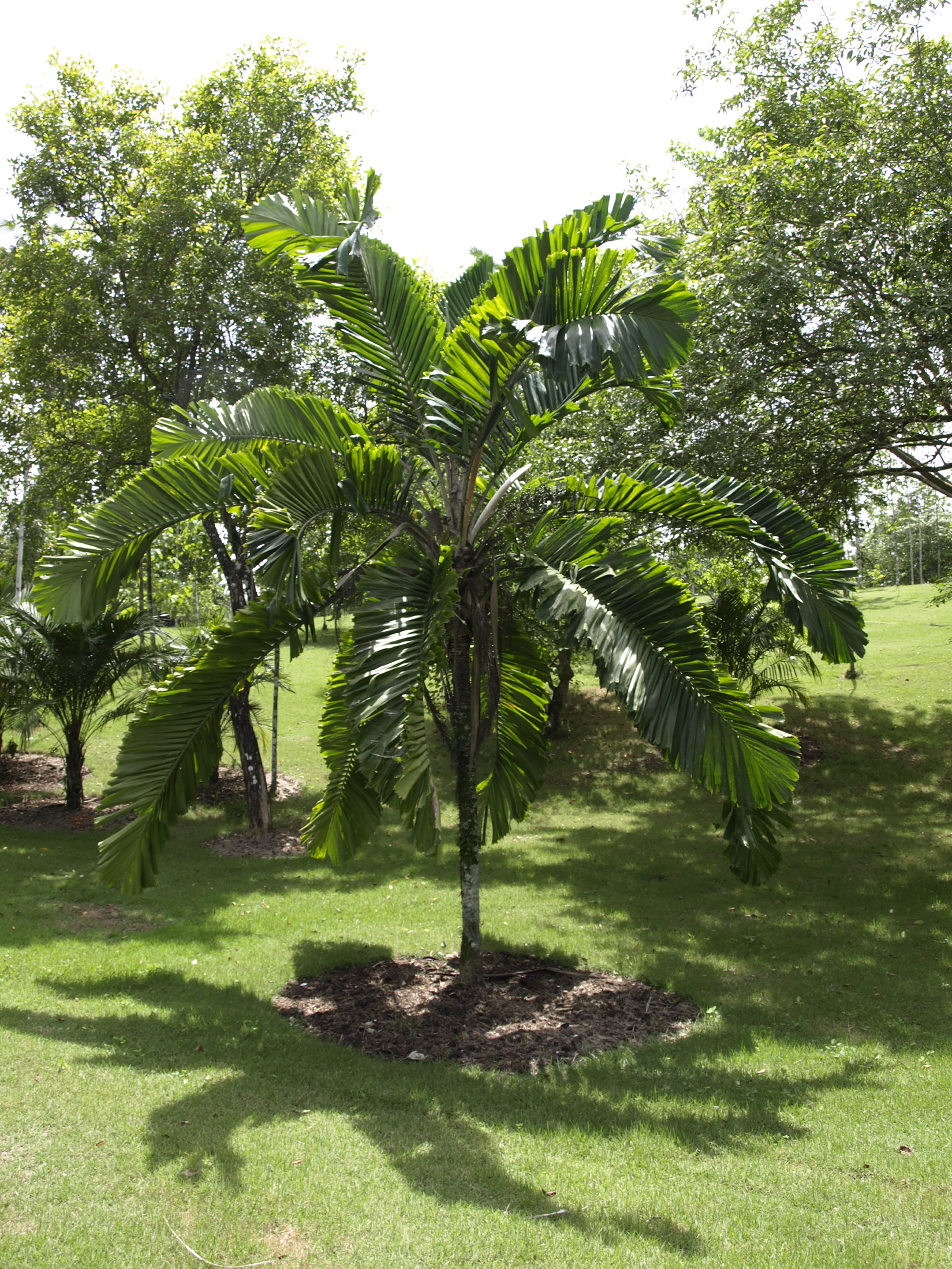
Vista de la planta

## Descripción
Es una palma solitaria, de 8 a 15 m de alto, y tallo de 6 a 25 cm de diámetro, fuertemente armado, con espinas negras de distintas longitud. Tiene de 20 a 35 ramas con muchas espinas en toda su estructura. El raquis es de unos 2.2 m con de 20 a 35 pares de hojuelas o foliolos. Estos son cuneiformes, de más o menos 60 cm de largo por 8 cm de ancho, de color verde oscuro.
Muestra una inflorescencia espinosa de 2 m, con flores unisexuales, entre 2 masculinas una femenina, de color crema. Sus frutos son redondeados y de color rojo intenso al madurar. Sus semillas son pardas, con 3 poros germinativos en el centro. Estas tardan de 2 a 3 meses en germinar, en algunas ocasiones más.

## Uso
Su valor ornamental es menospreciado debido a la cantidad de espinas que posee, sin embargo es muy adecuada para estos fines, siendo sin embargo recomendable colocarla lejos del tránsito de las personas para evitar peligros.

## Taxonomía
Aiphanes minima fue descrito por (Gaertn.) Burret  y publicado en Notizblatt des Botanischen Gartens und Museums zu Berlin-Dahlem 11(107): 558. 1932.
Etimología
Aiphanes: nombre genérico que está formado por los vocablos griegos aei, "siempre", y phanes, "vistoso".
minima: epíteto latino  que significa "el más pequeño".
Sinonimia
Los siguientes nombres se consideran sinónimos de Aiphanes minima:
- Bactris minima Gaertn. (1791).
- Bactris acanthophylla Mart. in A.D.d'Orbigny (1844).
- Bactris erosa Mart. (1845).
- Martinezia corallina Mart. (1845).
- Martinezia erosa (Mart.) Linden (1871).
- Aiphanes corallina (Mart.) H.Wendl. in O.C.E.de Kerchove de Denterghem (1878).
- Bactris martineziifolia H.Wendl. in O.C.E.de Kerchove de Denterghem (1878), nom. inval.
- Curima colophylla O.F.Cook (1901).
- Curima corallina (Mart.) O.F.Cook (1901).
- Martinezia acanthophylla (Mart.) Becc. in I.Urban (1920).
- Aiphanes acanthophylla (Mart.) Burret (1932).
- Aiphanes erosa (Mart.) Burret (1932).
- Aiphanes luciana L.H.Bailey (1949).
- Aiphanes vincentiana L.H.Bailey (1949).